# Logi Gunnarsson
Pour les articles homonymes, voir Gunnarsson.
Logi Gunnarsson, né le 5 septembre 1981, à Keflavík, en Islande, est un joueur islandais de basket-ball. Il évolue au poste de meneur.